# Kanal Rossosjskaja
Kanal Rossosjskaja (ryska: Канал Россошская) är en kanal i Belarus.   Den ligger i voblasten Homels voblast, i den centrala delen av landet, 180 km söder om huvudstaden Minsk.
I omgivningarna runt Kanal Rossosjskaja växer i huvudsak blandskog. Runt Kanal Rossosjskaja är det glesbefolkat, med 16 invånare per kvadratkilometer.